# Egolzwil 3
Egolzwil 3 est le nom d'un site palafittique préhistorique des Alpes, situé sur la commune de Egolzwil dans le canton de Lucerne, en Suisse.